# Willa „Zagłobin”
Willa „Zagłobin”  – zabytkowa willa znajdująca się przy ul. Sułkowskiego 1 w miejscowości Konstancin-Jeziorna pod Warszawą.

## Historia
Hugo Fryderyk Maurycy Seydel był warszawskim kupcem, producentem win, prezesem firmy „Maurycy Seydel i ska”, konsulem honorowym Serbii oraz mecenasem sztuki. Mieszkał w Warszawie przy ulicy Senatorskiej 36 (tam też mieściła się siedziba firmy.
W 1903 roku kupił działkę na pograniczu Konstancina i Skolimowa i zbudował na niej pierwszy zakład przyrodoleczniczy nazwany od imienia fundatora „Hugonówką”.
Autorem projektu willi dla Hugona Seydla był Józef Czajkowski. Zbudowało ją w 1909 roku. Nazwa „Zagłobin” pochodzi od bohatera sienkiewiczowskiej „Trylogii”. W ogrodzie działała kawiarnia i restauracja oraz była muszla koncertowa w której odbywały się koncerty, wystawiano wodewile i operetki. W 1911 roku firma „C. Urlich” założyła obok willi park w stylu angielskim z kanałami, które były zasilane wodami pobliskiej Jeziorki,  a letnicy i kuracjusze mogli po nich pływać gondolami. Po śmierci Hugona (w 1928 roku) willą opiekował się bratanek Edmund Seydel. W czasie II wojny światowej w willi działało niemieckie biuro pracy, a w piwnicach było więzienie. Po wojnie w budynku mieściło się gimnazjum. W 1968 roku Wanda Seydel (bratanica) sprzedała willę Sądowi Najwyższemu, który przekazał ją Prokuraturze Generalnej. Do budynku wprowadzili się lokatorzy. Willa została wynajęta PZU. Wyrokiem sądu w 2016 roku odzyskała ją spółka Uzdrowisko Konstancin-Zdrój. 
W 2017 roku spółka Uzdrowisko Konstancin-Zdrój wystawiła budynek wraz z działką o powierzchni 35 852 m² na sprzedaż za minimalną kwotę 29.970.000 złotych. 
W willi były nagrywane sceny do filmu Sanatorium pod Klepsydrą Wojciecha Hasa.

## Opis
Ceglany, otynkowany budynek o nieregularnym kształcie z dachem wielospadowym przykrytym dachówką. Od wschodu dobudowano do niego współczesne skrzydło z ogrodem zimowym. Od frontu (południowo zachodniej strony) czterokondygnacyjna wieża. W przyziemiu i na pierwszym piętrze zaokrąglona, wyżej wieloboczna. Przylega do niej ganek zwieńczony balkonem na pierwszym piętrze. Górna kondygnacja wieży wydzielona szerokim gzymsem wspartym na konsolach.Narożne półkolumny toskańskie flankują ściany z dużymi arkadowymi oknami i frontowymi portfenetrami z kutymi balustradami. Powyżej gzymsu koronującego wieża jest zwieńczona attyką balustradową z filarkami zakończonymi kulami, połączonymi wolutami i secesyjnymi metalowymi balustradami. W dachu facjaty od frontu i w szczytach. 